# Chiesa di Santa Giusta fuori le mura
La chiesa di Santa Giusta fuori le mura, nota anche come Santa Giusta a Bazzano, è un edificio religioso dell'Aquila sito nella frazione di Bazzano, dichiarato monumento nazionale nel 1902.

## Storia
La chiesa fu costruita nel XII secolo sul luogo di una struttura preesistente del IX secolo; è una delle chiese più importanti del circondario aquilano ed è caratterizzata dalla facciata a capanna in pietra dorata e decorazioni a tre ordini di colonnine. Sorge sul luogo dove la leggenda vuole fosse martirizzata la giovane Santa Giusta e tutti i suoi parenti; infatti, vicino alla cripta in una grotta suggestiva vi è ancora la presenza di un forno romano.
Fu edificata nel 1238 sulle antiche basiliche a capanna del III secolo dedicate una a Santa Giusta di Bazzano ed una ai suoi parenti, sicuramente esistenti fino al IX secolo. La suddetta data, presente sulla chiesa, è probabilmente la ricostruzione dopo il terremoto del 1214. Sul finire del secolo i bazzanesi edificarono un'altra chiesa di Santa Giusta nel loro locale, all'interno delle mura dell'Aquila.
Nel 2009 la chiesa è stata danneggiata dal terremoto, con crollo del campanile a vela, e della sommità della facciata, e lesioni nelle parti interne. Dopo la messa in sicurezza per puntellamento, nel 2011 sono iniziati i lavori di restauro, ancora in corso. Dopo una battuta di arresto di 2 anni, che aveva previsto solo il puntellamento e il consolidamento per scongiurare altri crolli, nel 2014 sono nuovamente ripartiti i lavori di restauro. Nel 2015 erano state ricostruite la parte superiore della facciata e il campanile a vela. Gli ultimi ritocchi di restauro hanno fatto slittare la riapertura al culto nel 2020.

## Descrizione
L'organismo architettonico è la consueta basilica romanica a tre navate di cui una è interrotta, mentre l'altra, di dimensioni più piccole, è più lunga di quella centrale e termina di lato alla sacrestia che è il proseguimento della principale.
Al di sotto della casa canonica e della navata sinistra vi è la bellissima cripta ad aula unica, disposta in senso contrario alla chiesa, con affiancati ambienti scavati sulla roccia dove è collocato un forno romano; la presenza di elementi lapidei romani e romanici e le volte di copertura la rendono un luogo incantevole e mistico che riporta a memoria i primi cristiani.
La facciata datata 1238 è uno degli elementi più belli del Tempio; è una cima dell'architettura romanica abruzzese ripartita da aggetti orizzontali e verticali in pietra con al centro un portale ad arco falcato con colonnine e leoni sormontanti e stipiti lavorati.